# Ladrilleras de Ocoro
Ladrilleras de Ocoro är en ort i Mexiko.   Den ligger i kommunen Guasave och delstaten Sinaloa, i den västra delen av landet, 1 200 km nordväst om huvudstaden Mexico City. Ladrilleras de Ocoro ligger 18 meter över havet och antalet invånare är 1 226.
Terrängen runt Ladrilleras de Ocoro är mycket platt. Runt Ladrilleras de Ocoro är det ganska tätbefolkat, med 100 invånare per kvadratkilometer. Närmaste större samhälle är Guasave, 3,9 km sydväst om Ladrilleras de Ocoro. Trakten runt Ladrilleras de Ocoro består till största delen av jordbruksmark.